# 弦楽五重奏曲第2番 (ドヴォルザーク)
弦楽五重奏曲第2番 ト長調 作品77 (B. 49) は、アントニーン・ドヴォルジャークが1875年5月初旬に完成させた室内楽曲。「わが国に」献呈されている。
2つのヴァイオリンと、ヴィオラ、チェロ、コントラバスのために作曲され、1876年3月18日にプラハにおいて初演された。当初は作品18番であったが、1888年に心持ち改訂され、同年フリッツ・ジムロック社より出版された際に現在の作品番号に変えられた。ある作曲コンクールに入賞して賞金5ドゥカートを獲得している。

## 楽曲構成
当初は5楽章から成る作品であったが、緩徐楽章が2つあると作品が冗長になりかねないとの見方から、「間奏曲」と題された第2楽章を後で除外した。これはその後に改作され、《弦楽合奏のためのノットゥルノ ロ長調》作品40（B. 47）として再出版された。現在では、当初の5楽章に復元し、「間奏曲」込みで《弦楽五重奏曲 第2番》を演奏する場合がある。
現行版は次の4楽章から成る。
1. アレグロ・コン・フォーコ
2. 「スケルツォ」。アレグロ・ヴィヴァーチェ
3. ポコ・アンダンテ
4. 「終楽章」。アレグロ・アッサイ